# Premiul în memoria Dianei, Prințesă de Wales
Premiul în memoria Dianei pentru tineri inspirați a fost fondat în 1999 de un comitet prezidat de cancelarul de atunci, Gordon Brown, care a considerat că premiul va reflecta interesul personal al Dianei, Prințesă de Wales în ajutarea și susținerea tinerilor.

## Țelul
Premiul Diana încearcă să aprecieze și să celebreze munca depusă de tineri pentru a absolvi școala, în familia sau comunitatea lor - în special cei care sunt mentori pentru semenii lor, strâng fonduri, sunt consilieri școlari, luptă pentru protecția mediului înconjurător sau fac campanii politice, sunt conducători de ecipe sportive, voluntari în comunitatea locală și cei care înving greutățile.

## Obiective
- Schimbarea conducerii - facilitarea schimbării prin acțiuni practice cu tinerii
- Recunoașterea schimbării - recompensarea schimbării pozitive a tinerilor
- Mobilizarea schimbării - sărbătorește și sprijină schimbarea continuă a tinerilor

## Prezentarea
Fiecare persoană care primește premiul Diana primește un certificat special semnat de Primul Ministru, Gordon Brown, și o broșă sau un trofeu pentru întreg grupul; o ediție semestrială a broșurii premiului Diana, cu titlul Aspirații; și apartenența gratuită la secțiunea celor care au primit acest premiu de pe site.

## Impactul
Pentru perioade mai lungi de timp, premiul Diana le dă celor care au primit acest premiu ocazii să participe la evenimente organizate de echipa premiului Diana team, mai întâi ca membrii ai 'Programului Tinerilor Ambasadori' care include antrenament pentru prezentarea, cercetarea și educarea semenilor. 

## Canalul Premiului Diana
Canalul Premiului Diana a fost lansat în iulie 2008 și este un mod original și minunat pentru cei care au primit premiul Diana să își spună părerile despre subiecte care sunt importante pentru ei pe internet! Cei care au câștigat premiul, ca membrii ai canalului premiului Diana, nu pot numai să își exprime opiniile în texte, în format audio sau video, pot citi, asculta și vedea ceea ce adaugă pe site ceilalți premianți. Mai mult, ei își pot spune părerea verificând sondajele de opinie în direct și pot adăuga propriile lor sondaje pentru povestirile lor. În plus, ei pot scrie pe propria lor pagină ceea ce înseamnă că ei pot furniza cele mai noi informații asupra povestirilor pe care le-au publicat, asupra unor idei sau evenimente/informații pe care le consideră folositoare altor persoane care au primit premiul Diana.